# Rineloricaria cadeae
Rineloricaria cadeae är en fiskart som först beskrevs av Hensel, 1868.  Rineloricaria cadeae ingår i släktet Rineloricaria och familjen Loricariidae. Artens utbredningsområde är Sydamerika. Inga underarter finns listade i Catalogue of Life.